# Sonic Eraser
Sonic Eraser (яп. ソニックイレイザー, Сонікку Іреідза:) — відеогра серії Sonic the Hedgehog у жанрі головоломка, розроблена студією Sonic Team і видана компанією Sega в 1991 для Sega Meganet - модема для Sega Mega Drive в Японії. Гра згодом з'явилася в Інтернеті у 2004 році.
Sonic Eraser є головоломкою, в якій подібно до тетрісу необхідно очищати ігрове поле від падучих блоків. Гра також пропонує різні режими для одного гравця і можливість багатокористувацької гри для двох гравців або проти комп'ютера.
Sonic Eraser розроблена Sonic Team та була видана лише на території Японії. Гру також планували включити до збірки Sonic Gems Collection, але в результаті не увійшла до неї. Відгуки про Sonic Eraser були позитивними. Похвали відзначилися ігровий процес і багатокористувацька гра, але критиці зазнали графіка і музика.

## Ігровий процес

Sonic Eraser являє собою варіацію тетрісу, де необхідно очищати ігрове поле від блоків, що падають

Усього в Sonic Eraser пропонуються три варіанти гри: для одного або двох гравців, на двох (один проти одного) та проти комп'ютера. Ігровий процес є варіацією тетрісу, де зверху падають блоки. Необхідно розташовувати блоки таким чином, щоб вони збігалися за кольором, після чого зникають, очищаючи ігрове поле. При заповненні блоками всього поля гра закінчується.
У варіанті для одного або двох гравців пропонується чотири режими. У «Normal Mode» гра триває доти, доки блоки не заповнять весь екран. Чим краще гравець грає, тим вищий рівень складності — блоки будуть падати з більшою швидкістю. Іноді під час гри може з'являтися Сонік, який очищає поле від певної частини блоків. «Doubt Mode» такий же, як і звичайний режим, за винятком того, що блоки білого кольору не будуть падати, а утворюються з інших, що впали. «Round Mode» складається з десяти етапів, що поступово ускладнюються, в яких потрібно очистити ігрове поле від блоків. «Block Mode» дозволяє розглянути, які блоки будуть падати наступними, а самі блоки розсипаються тільки у разі збігу їх кольорів.
У режимі для двох гравців чи проти комп'ютера перемагає той, хто має ігрове поле не заповнено блоками, а у противника навпаки, заповнено[4]. Якщо під час гри зробити комбінацію з кількох блоків, які за кольором збіглися, то противник буде схильний до атаки та на якийсь час втратить можливість керувати блоками, причому, чим більше буде комбінація, тим вище шкода противнику. Крім блоків основних кольорів, також є блоки зі знаками питання, які при дотику з іншими стають кольоровими.

## Розробка та вихід гри
Головоломка була розроблена командою Sonic Team у 1991 році, яка на той час створила успішну гру Sonic the Hedgehog для своєї консолі Sega Mega Drive/Genesis, а їжак Сонік став талісманом компанії Sega. Ігровий процес проєкту був натхненний іншою головоломкою компанії Sega - Columns. Sonic Eraser була випущена лише на території Японії для мережевого модема Sega Meganet у сервісі Sega Game Toshokan, і тому була випущена лише цифрова копія гри, а на картриджах ніколи не видавалась.
Sonic Eraser маловідома в Європі та Північній Америці через відсутність релізу гри в цих регіонах та низьку популярність Sega Meganet. Однак, гра у 2004 році була викладена в Інтернет і стала доступною на японському офіційному сайті компанії Sega за невелику плату. Пізніше Sonic Eraser була зламана і стала поширюватися у вільному доступі. Гра згодом була перекладена англійською. Sonic Eraser також планували включити до збірки Sonic Gems Collection, проте у фінальній версії через проблеми з емуляцією вона не з'явилася, хоча у самому збірнику можна знайти документацію до гри.

## Оцінки та відгуки
Оглядач іспанського сайту VicioJuegos.com поставив Sonic Eraser оцінку 7,5 балів з 10 і відгукнувся так: «Сама гра не є чимось особливим, але вона може розважити гравця у вільний час». З переваг критик відзначає нескладний, «ідеально підхожу для швидких головоломок» ігровий процес і цікаву багатокористувацьку гру, але критикує просту, навіть для головоломки, графіку і нудну музику.